# アブー・アイユーブ・アル＝マスリー
アブー・アイユーブ・アル＝マスリー（アラビア語: أبو أيّوب المصري、文語アラビア語発音：Abū Ayyūb al-Miṣrī, アブー・アイユーブ・アル＝ミスリー、口語アラビア語発音：Abū Ayyūb al-Maṣrī, アブー・アイユーブ・アル＝マスリー）は、イラクで活動するジハード主義組織ムジャーヒディーン評議会の指導者で、同国のサラフィー・ジハード主義組織統一機構ISILの戦争大臣（実質的指導者）であった。 別名はアブー・ハムザ・アル＝ムハージル（アラビア語: أبو حمزة المهاجر, Abū Ḥamza al-Muhājir）。

## 経歴
1968年、エジプトに生まれる。1980年代に初等教育を受けた後、1982年に、当時エジプトでテロ活動を繰り返していたジハード団に加入し、そこでアイマン・ザワーヒリーと出会う。1980年代、ソ連軍と戦うため、アフガニスタンに向かったとされる。マスリーの出生や経歴には、不明な点も多い。当時、マスリーはパキスタンとアフガニスタンの国境を往復して、対ソ戦に参加していたため、アブー・ジハード、ユーセフ・ハッダード、ハビーブ・ハッダード等の複数の偽名を使用していたと思われる。 
アフガンでのマスリーの役割は、主にアラブ諸国からやってきたムジャーヒディーンをナンガルハール州のFarm-e-Charにある軍事キャンプで訓練・指導し、アラブ兵をリクルートすることであった。現地では、グルブッディーン・ヘクマティヤールやアブドゥル・ラスル・サイヤフといった他のムジャーヒディーン指導者とも面識を持った。また、「イラクの聖戦アル＝カーイダ組織」の創設者となるアブー＝ムスアブ・アッ＝ザルカーウィーともアフガンで知り合ったとされ、マスリーはザルカーウィーに命じられて爆弾製造技術を取得したといわれる。
ソ連が撤退した後も、マスリーは他のメンバーと共にアフガンに留まり続けたが、Farm-e-Charにあったキャンプは閉鎖され、新たにジャラーラーバード郊外の丘地にあるDaruntaに軍事キャンプを開設した。このキャンプは、2001年の米軍主導のアフガニスタン空爆で爆撃の標的となった。
1993年にナンガルハール州で起きた国連職員4人が殺害された襲撃事件にも、マスリーが関与したとされる。マスリーの狙いは、西側の人間をアフガニスタンから追い出すことであった。パキスタンのペシャーワルで語ったところでは、ジハードをパレスチナ、チェチェン、カシミール、イスラーム諸国にも拡大すべきだと述べたという。
1998年に、イエメン人の女性と結婚。3人の子を儲ける。この時、マスリーはユースフ・ハッダード・ラビーブ（Yussef Haddad Labib）という偽名を用い、教師としてイエメンに入国していた。

## イラクでの活動
マスリーが、いつごろイラクに入国したのかは長らく不明であったが、2010年4月にアラブ首長国連邦の新聞「アル＝バヤーン」が、2010年4月18日にイラク軍によって逮捕されたマスリーの妻のハスナーの供述を報じたことにより一部が解明されている。これによると、マスリーはイラク戦争開戦以前の2002年、サッダーム・フセイン政権下のイラクに入国していたという。マスリーの一家はバグダードのカッラーダ地区やアーミリーヤ地区で暮らしていたが、2003年4月にフセイン政権が崩壊すると、バグダード郊外のアル＝ジャディーダへと移動し、その後、ディヤーラー県に移った。しかし自宅が米軍の爆撃を受けたためファッルージャへと逃げたが、そこも米軍による大規模な掃討作戦の標的となり、バグダード南郊にあるアブー・グライブ（アラビア語: أبو غريب）に移り住んだという。2007年からはサルサール湖周辺地域で潜伏生活を送っていたという。　ハスナーによれば、マスリーは同じ家に長期間住むことは無く、頻繁に住居を変えていたという。
2006年6月に「イラクの聖戦アル＝カーイダ組織」の指導者であるザルカーウィーが米軍に殺害されると、スンナ派の過激派組織の統一機構「ムジャーヒディーン評議会」は、マスリーがザルカーウィーの後継者になったことを表明した。2006年10月、同組織は「イラク・イスラム国」に改組、一方的にイラク中部を自らの領土と主張し建国を宣言した。マスリーは外国人であるため、名目的な「首長（アミール）」に現地イラク人のアブー・ウマル・アル＝バグダーディーを据え、自らは実質的指導者として同組織の「戦争大臣」に就任した。
2010年4月19日、イラクのマーリキー首相は記者会見を開き、同国の情報機関と駐留米軍の合同部隊が、イラク・イスラーム国の実質的指導者（戦争大臣）のマスリーと、指導者（首長）のアブー・ウマル・アル＝バグダーディーを、サラーフッディーン県で殺害したと発表した。イラク軍バグダード作戦本部のカースィム・アター報道官の発表によると、マスリの居場所の情報は、3月11日にバグダッドで拘束されたイラク・イスラーム国のバグダード県知事であるムニーフ・アブドゥッラヒーム・アッラーウィーから得たという。